# Anne Marden
Anne Marden, ameriška veslačica, * 12. junij 1958, Boston.
Mardenova se je kvalificirala že za nastop na poletnih olimpijskih igrah 1980, vendar zaradi ameriškega bojkota teh iger, v Moskvi ni nastopila. Ameriška vlada ji je nenastopanje kasneje kompenzirala tako, da ji je podelila zlato medaljo ameriškega kongresa. Za ZDA je nato nastopila na naslednjih Olimpijskih igrah v Los Angelesu, kjer je v dvojnem četvercu s krmarjem osvojila srebrno medaljo ter na igrah v Seulu, kjer je prav tako osvojila srebrno medaljo, takrat v enojcu.